# Liphistius
Liphistius – rodzaj pająków z rodziny Liphistiidae. Występują w Japonii, Chinach i Azji Południowo-Wschodniej. Gatunkiem typowym jest Liphistius desultor.

## Gatunki
Rodzaj obejmuje 47 gatunków:
- Liphistius albipes Schwendinger, 1995 — Tajlandia
- Liphistius batuensis Abraham, 1923 — Malezja
- Liphistius bicoloripes Ono, 1988 — Tajlandia
- Liphistius birmanicus Thorell, 1897 — Birma
- Liphistius bristowei Platnick & Sedgwick, 1984 — Tajlandia
- Liphistius castaneus Schwendinger, 1995 — Tajlandia
- Liphistius dangrek Schwendinger, 1996 — Tajlandia
- Liphistius desultor Schiödte, 1849 — Malezja
- Liphistius endau Sedgwick & Platnick, 1987 — Malezja
- Liphistius erawan Schwendinger, 1996 — Tajlandia
- Liphistius fuscus Schwendinger, 1995 — Tajlandia
- Liphistius isan Schwendinger, 1998 — Tajlandia
- Liphistius jarujini Ono, 1988 — Tajlandia
- Liphistius johore Platnick & Sedgwick, 1984 — Malezja
- Liphistius kanthan Platnick, 1997 — Malezja
- Liphistius lahu Schwendinger, 1998 — Tajlandia
- Liphistius langkawi Platnick & Sedgwick, 1984 — Malezja
- Liphistius lannaianus Schwendinger, 1990 — Tajlandia
- Liphistius laruticus Schwendinger, 1997 — Malezja
- Liphistius lordae Platnick & Sedgwick, 1984 — Birma
- Liphistius malayanus Abraham, 1923 — Malezja
  - Liphistius malayanus cameroni Haupt, 1983 — Malezja
- Liphistius marginatus Schwendinger, 1990 — Tajlandia
- Liphistius murphyorum Platnick & Sedgwick, 1984 — Malezja
- Liphistius nesioticus Schwendinger, 1996 — Tajlandia
- Liphistius niphanae Ono, 1988 — Tajlandia
- Liphistius ochraceus Ono & Schwendinger, 1990 — Tajlandia
- Liphistius onoi Schwendinger, 1996 — Tajlandia
- Liphistius ornatus Ono & Schwendinger, 1990 — Tajlandia
- Liphistius owadai Ono & Schwendinger, 1990 — Tajlandia
- Liphistius panching Platnick & Sedgwick, 1984 — Malezja
- Liphistius phileion Schwendinger, 1998 — Tajlandia
- Liphistius phuketensis Schwendinger, 1998 — Tajlandia
- Liphistius pusohm Schwendinger, 1996 — Tajlandia
- Liphistius rufipes Schwendinger, 1995 — Tajlandia, Malezja
- Liphistius sayam Schwendinger, 1998 — Tajlandia
- Liphistius schwendingeri Ono, 1988 — Tajlandia
- Liphistius sumatranus Thorell, 1890 — Sumatra
- Liphistius suwat Schwendinger, 1996 — Tajlandia
- Liphistius tempurung Platnick, 1997 — Malezja
- Liphistius tenuis Schwendinger, 1996 — Tajlandia
- Liphistius thaleban Schwendinger, 1990 — Tajlandia
- Liphistius tham Sedgwick & Schwendinger, 1990 — Tajlandia
- Liphistius thoranie Schwendinger, 1996 — Tajlandia
- Liphistius tioman Platnick & Sedgwick, 1984 — Malezja
- Liphistius trang Platnick & Sedgwick, 1984 — Tajlandia
- Liphistius yamasakii Ono, 1988 — Tajlandia
- Liphistius yangae Platnick & Sedgwick, 1984 — Malezja